# Calotes nigrilabris
Espèce
Calotes nigrilabris est une espèce de sauriens de la famille des Agamidae.

## Répartition
Cette espèce est endémique du Sri Lanka. 

## Description
C'est un saurien ovipare.

## Publication originale
- Peters, 1860 : Über einige interessante Amphibien, welche von dem durch seine zoologischen Schriften rühmlichst bekannten österreichischen Naturforscher Professor Schmarda während seiner auf mehrere Welttheile ausgedehnten, besonders auf wirbellose Thiere gerichteten, naturwissenschaftlichen Reise, mit deren Veröffentlichung Hr. Schmarda gegenwärtig in Berlin beschäfigt ist, auf der Insel Ceylon gesammelt wurden. Monatsberichte der Königlichen Preussischen Akademie der Wissenschaften zu Berlin, vol. 1860, p. 182-186 (texte intégral).